# Alinaghi Monzavi
Alinaghi Monzavi (* 1921 in Samarra; † 18. Oktober 2010 in Teheran) ist ein bekannter Bibliograph des Irans. Er war an der „Daeratol Maarefe Eslami“ (Islamischen Enzyklopädie) beteiligt.
Er ist der erste Sohn von Hadj Scheich Agha-Bozorg Tehrani, einem Wissenschaftler und Erforscher der schiitischen Welt und Verfasser der größten Bibliographie schiitischer Schriften (in 26 bzw. 31 Bänden).
Sein Bruder Ahmad Monzavi (1925–2015) ist ebenfalls Bibliograph.

## Leben
Alinaghi Monzavi erhielt in Samarra, wohin sein Vater aus Teheran emigriert war, seine erste Schulbildung. Er lernte später in Najaf bei den Meistern Mir Bagher Zangani, Hasan Bodjnurdi, Mohammad Tehrani Askari Mirza, Musa Khaansari und nicht zuletzt bei seinem eigenen Vater.
Während des Zweiten Weltkriegs kehrte Alinaghi nach Teheran zurück, wo er zunächst an der Marvi-Schule studierte. Er erhielt seinen ersten Abschluss im Jahr 1947 an der Universität von Teheran und wurde als Lehrer an der Marvi-Schule angestellt. Parallel dazu begann seine Mitarbeit bei „Loghatname Dehkhoda“ (etwa „Dehchodas Wörterbuch der persischen Sprache“). 1949 wechselte er als Dozent von der Schule zur Universität Teheran. Nach dem Tod von Dehkhoda arbeitete er zusammen mit dessen Nachfolger  Moien als Mitglied einer vierköpfigen „Kommission für Literaturvergleich“. Diese Zusammenarbeit lief weiter bis zu Monzavis Emigration 1966 nach Najaf und Beirut. 1950 absolvierte er einen Bachelor-Studiengang an der Hochschule Daneschsaraie Aali. 1951 erhielt er einen Bachelor-Grad in Rechtswissenschaft von der Universität Teheran. 1958 promovierte er an dieser Universität in Islamwissenschaften. 1972 erhielt er einen zweiten Doktortitel, diesmal in Philosophie, von der Sankt-Joseph-Universität in Beirut (Libanon). Nach seiner Rückkehr aus dem Exil 1975 unterrichtete Alinaghi Monzavi die Studenten der Literatur-Fakultät „Daneshkadeh Adabiat“ als Nachfolger des inzwischen verstorbenen Moien bis zu seiner Verhaftung 1980 durch die konservativen Mullahs.
In diesen Jahren hat er die Korrektur, Vervollständigung und den Druck von zwei großen Werken seines Vaters mit den Titeln „Al Zaria“ („Fenster zu den Schriften der Schia“) und „Tabaghat Aalam ol schia“ („Klassifizierung der Verfasser der schiitischen Schriften“) aus eigener Kraft mit seinen bescheidenen Finanzen durchgeführt. „Al Zaria men al tassanif el schia“ ist in 28 Bänden und drei Supplementbänden mit Namenslisten, „Tabaghat Alaam ol schia“ in neun nach Jahrhunderten geordneten Bänden erschienen. (Die Bände 19 bis 24 von „Zaria“ hat während Alinaghis Abwesenheit bzw. Emigration sein Bruder Ahmad Monzavi gedruckt.)
Während des Aufstands für die Verstaatlichung des iranischen Öls in den frühen 50er Jahren trat Alinaghi unter dem Einfluss seines dritten Bruders, des Armee-Majors Mohammad-Reza Monzavi, der auch bei Alinaghi lebte, in die Tudeh-Partei ein. Alinaghi Monzavi wurde zwei Mal verhaftet und gefoltert. Im August 1966 entkam er einer dritten Verhaftung und emigrierte in den Irak nach Najaf (zu seinem Vater) und nach Druck des Schahs auf Saddam Hussein weiter nach Beirut, wo er 1971 seinen zweiten Doktortitel erlangte. 1975–76, in der Amtszeit des iranischen Botschafters Ghadar in Beirut, kam es durch die Vermittlung von Senator Ali Daschti, und Parwiz Natel Chanlari, zweier prominenter, einflussreicher Historiker und literarischer Persönlichkeiten, zu einer Versöhnung und zur Rückkehr Alinaghis nach Teheran, wo er bis 1980 (ein Jahr nach der islamischen Revolution) an der Universität Teheran weiter beschäftigt wurde; allerdings verlor er nach der Revolution den direkten Kontakt zu Studenten, da ihm die Lehrerlaubnis entzogen worden war.
1980 wurde er auf Geheiß von Chomeini verhaftet und nach langer Folter zu 5 Jahren Gefängnis verurteilt. Hierdurch wurde er auch fristlos aus dem Dienst entlassen. Anlass dieser letzten Verhaftung war der Vorwurf der Mitwirkung an und sogar der Verfasserschaft des Buchs 23 Jahre von Senator Daschti. In diesem Buch schaut Daschti mit kritischem Blick auf die Anfänge des Islam. Monzavi hat hierin jedoch lediglich Korrekturen gemacht und nur ca. 16 Seiten Text selbst verfasst. Daschti, der ebenfalls in Haft gekommen war, gestand, das Buch verfasst zu haben und sagte „lasst den alten Mann in Ruhe“, womit er Alinaghi Monzavi meinte. Später kam ein schwererer Vorwurf hinzu: Monzavi hatte ein Buch des jüdischen Orientalisten Ignaz Goldziher, von 1905 bis zu seinem Tod 1921 Professor an der Universität Budapest, mit dem Titel „Vorlesungen über den Islam“ ins Persische übersetzt und kommentiert. Dies allein reichte für Vorwurf des Zionismus, der nach iranischem Strafrecht als Verbrechen gilt. Die Folge waren fünf Jahre Haft und die fristlose Kündigung nach 33 Jahren Staatsdienst ohne Pension. Nach dem Tode seiner Ehefrau im Jahre 2004 wurde Alinaghi Monzavi krank. Ab 2005 litt er auch an Alzheimer und wurde von seinen Kindern, insbesondere Parvin Monzavi (* 1943), gepflegt.